# Fran Žgur
Fran Žgur, slovenski pesnik, * 21. november 1866, Podraga, † 11. februar 1939, Podraga.
Vipava v jeseni je zame zlato,
 in mošt pokipeni imam raj kot ženó.

## Življenje
Rodil se je v družini vipavskega trgovca in gostilničarja Aleksandra in Ivanke Žgur. Po enorazrednici v domači vasi je obiskoval šolo na Colu, kjer ga je učil Andrej Perne, sošolec pa je bil pisatelj Ivo Trošt. V Gorici je okoli leta 1878 obiskoval nemško  pripravnico in jo zaradi težav z matematiko v 2. razredu zapustil. Ker je bil nadarjen za slikarstvo, ga je dal oče za vajenca Simonu Ogrinu na Vrhniko, kjer pa zaradi domotožja ni vzdržal in se je vrnil domov. Od 1881 je delal v očetovi trgovini in jo pozneje nasledil. 
V vaški skupnosti je bil dejaven član Kmetijske čitalnice v Podragi. Društvo je imelo daljšo dobo, od novembra 1895 do konca 1. svetovne vojne, prostore v njihovi hiši. Fran je bil društveni tajnik, nekaj let pa tudi njegov predsednik. Društveni odbornik je bil že njegov oče. V času njegovega predsednikovanja se je začela razvijati igralska dejavnost. Zaradi zavzetega kulturnega delovanja ga je oblast med 1. svetovno vojno nadzirala in ga internirala. Zaprli so ga na Ljubljanski grad in skoraj leto dni v Mittergrabern, v času italijanske zasedbe Primorske pa so ga fašisti zaradi slovenstva 17-krat zaprli. 
Poročil se je v 38. letu svojega življenja z dvajset let mlajšo Francko Škapin z Vrabč. Imela sta sedem otrok, dva sta umrla že kot dojenčka. Hči Francka je bila poročena s pesnikom Alojzom Gradnikom. 

## Delo
Prve pesmi je objavil 1893 v Drobtinicah, nato so izhajale še v drugih časopisih. V edini samostojni zbirki Pomladančki (1923), do katere je prišlo po 18 letih ustvarjanja, je zaokrožil svoj pesniški svet z liriko, povezano z domačo pokrajino pod Nanosom, Njegove pesmi za otroke so prišle v izbore otroške poezije (npr. Malčki in palčki, 1921; Pesmi za otroke, 1963).
Žgurjeve pesmi (več kot 400 naslovov) kažejo vpliv Otona Župančiča in Josipa Murna, a tudi daljne odmeve Frana Levstika in Frana Gestrina. Motivno in oblikovno so uglašene s časom nastanka. Nemalo je priložnostnih (zgodovinski dogodki, npr. ruska vojna v Mandžuriji, različne osebnosti) ali razmišljujočih, predvsem pa črpa izpoved »vipavskega slavčka« iz narave in okolja domače pokrajine. V mladinski poeziji je skoraj opustil utilitarne cilje. Med literarna srečanja, ki so vplivala na nastanek Žgurjeve poezije, spada vsaj dvakratno bivanje pesnika Josipa Murna v Podragi (1895?, 1897, 1900), kjer je bil gost poslanca Ivana Božiča; od vzdevka Žgurjeve hiše »pri Sandrovih« si je baje Murn privzel psevdonim Aleksandrov. Z Murnom sta veliko  tovariševala (tam je nastala Murnova Vlahi), Murn mu je odkrival rusko poezijo in verjetno tudi vplival na njegovo motiviko (narava, kmečki svet, otroška poezija).
Številne Žgurjeve pesmi so uglasbili Emil Adamič (Ciganska, Jurjevanje, Molitev), E. Hochreiter (Divji mož), P. Kalan (Dve uspavanki, Zazibalka), Marij Kogoj (April, Cicifuj), Slavko Osterc (Uspavančica), Karol Pahor (Vipavska), M. Pirnik (Cicifuj, Šaljivka, Uspavančica), Stanko Premrl (Kaj pa to?), M. Železnik (Večer). Izšle so v različnih glasbenih izdajah. Nekaj pesmi je Žgur tudi prevedel v slovenščino (npr. Aleksander Sergejevič Puškin, Jutro, 1917; Li Tai Po, Rdeči cvet, 1925; več slovenskih pesnikov pa v nemščino, med njimi Antona Aškerca, Simona Gregorčiča, Simona Jenka, Josipa Murna, Župančiča, vendar je vse ostalo v rokopisu. Poleg poezije slovanskih narodov, zlasti ruske, je bila Žgurju močno pri srcu nemška, saj je znal med drugim na pamet vso zbirko Knjiga pesmi (Das Buch der Lieder) Heinricha Heineja. V poznih letih življenja je rad slikal in bi po sodbi sodobnikov utegnil uspeti tudi na tem področju.